# Іст-Квог (Нью-Йорк)
Іст-Квог (англ. East Quogue) — переписна місцевість (CDP) в США, в окрузі Саффолк штату Нью-Йорк. Населення — 5557 осіб (2020).

## Географія
Іст-Квог розташований за координатами 40°50′57″ пн. ш. 72°34′44″ зх. д. / 40.84917° пн. ш. 72.57889° зх. д. (40.849267, -72.578898).  За даними Бюро перепису населення США в 2010 році переписна місцевість мала площу 29,94 км², з яких 22,98 км² — суходіл та 6,96 км² — водойми.

## Демографія
Згідно з переписом 2010 року, у переписній місцевості мешкало 4757 осіб у 1832 домогосподарствах у складі 1256 родин. Густота населення становила 159 осіб/км².  Було 3069 помешкань (103/км²).
Расовий склад населення:
| - 93,0 % — білих - 1,7 % — чорних або афроамериканців - 1,3 % — азіатів - 0,2 % — корінних американців - 2,9 % — осіб інших рас |

До двох чи більше рас належало 1,0 %. Частка іспаномовних становила 8,9 % від усіх жителів.
За віковим діапазоном населення розподілялося таким чином: 24,4 % — особи молодші 18 років, 60,7 % — особи у віці 18—64 років, 14,9 % — особи у віці 65 років та старші. Медіана віку мешканця становила 42,7 року. На 100 осіб жіночої статі у переписній місцевості припадало 96,4 чоловіків;  на 100 жінок у віці від 18 років та старших — 93,1 чоловіків також старших 18 років.
Середній дохід на одне домашнє господарство  становив 115 332 долари США (медіана — 88 953), а середній дохід на одну сім'ю — 125 914 долари (медіана — 103 472). Медіана доходів становила 90 893 долари для чоловіків та 61 638 доларів для жінок. За межею бідності перебувало 3,1 % осіб, у тому числі 0,5 % дітей у віці до 18 років та 5,6 % осіб у віці 65 років та старших.
Цивільне працевлаштоване населення становило 2021 особа. Основні галузі зайнятості: освіта, охорона здоров'я та соціальна допомога — 26,0 %, науковці, спеціалісти, менеджери — 13,4 %, будівництво — 12,1 %.